# Municipio de Flint River
El municipio de Flint River (en inglés: Flint River Township) es un municipio ubicado en el condado de Des Moines en el estado estadounidense de Iowa. En el año 2010 tenía una población de 2227 habitantes y una densidad poblacional de 27,65 personas por km².

## Geografía
El municipio de Flint River se encuentra ubicado en las coordenadas 40°51′37″N 91°11′58″O / 40.86028, -91.19944. Según la Oficina del Censo de los Estados Unidos, el municipio tiene una superficie total de 80.53 km², de la cual 80,44 km² corresponden a tierra firme y (0,12 %) 0,1 km² es agua.

## Demografía
Según el censo de 2010, había 2227 personas residiendo en el municipio de Flint River. La densidad de población era de 27,65 hab./km². De los 2227 habitantes, el municipio de Flint River estaba compuesto por el 96,54 % blancos, el 0,81 % eran afroamericanos, el 0,36 % eran amerindios, el 0,49 % eran asiáticos, el 0,09 % eran de otras razas y el 1,71 % eran de una mezcla de razas. Del total de la población el 1,35 % eran hispanos o latinos de cualquier raza.